# Musée Paul Delvaux
 (janvier 2023).
Si vous disposez d'ouvrages ou d'articles de référence ou si vous connaissez des sites web de qualité traitant du thème abordé ici, merci de compléter l'article en donnant les références utiles à sa vérifiabilité et en les liant à la section « Notes et références ».
Le musée Paul Delvaux (Paul Delvaux Museum) est un musée privé consacré au peintre belge Paul Delvaux. Il est situé à Saint-Idesbald (Coxyde) et possède la plus grande collection du peintre surréaliste au monde.

## Histoire
Le musée a été ouvert en 1982 (du vivant de Delvaux) dans la maison de l’artiste John Bakker Het Vlierhof, petite maison de pêcheur typique de la région. En 1983, deux nouvelles salles furent ouvertes. En 1988, la première salle d’exposition souterraine a ouvert ses portes, suivie d'autres en 1997.
Le musée est géré par la Fondation Paul Delvaux qui fut fondée en 1972.
Le musée expose l’œuvre complet de Paul Delvaux[réf. nécessaire]. Dessins, huiles et aquarelles ne sont qu’une petite partie du musée, qui comprend également l’atelier du peintre reconstitué et de nombreux objets légués par l’artiste et sa femme.